# Francesco III Sforza di Caravaggio
Francesco III Sforza di Caravaggio (Milano, ... – Milano, 13 luglio 1697) è stato un nobile italiano del XVII secolo, marchese di Caravaggio.

## Biografia
Figlio di Francesco II Sforza di Caravaggio e di Bianca Imperiali, Francesco III era l'unico figlio sopravvissuto alla maggiore età della coppia.
Raggiunta la maggiore età si interessò subito alla politica nel Ducato di Milano ove divenne decurione nel 1688 e Deputato delle strade nel 1694.
Morì improvvisamente a Milano il 13 luglio 1697 e la sua eredità passò all'unica figlia avuta dal suo matrimonio, Bianca Maria.

## Matrimonio e figli
A Milano il 3 giugno 1696 Francesco III sposò Eleonora Salviati, figlia di Francesco Salviati, duca di Giuliano e di Caterina Sforza dei Marchesi di Proceno. La coppia ebbe una unica figlia:
- Bianca Maria (1697 - 1717),[1] marchesa di Caravaggio e contessa di Galliate.

## Ascendenza
|                                    |                             |                                                    | Genitori                                    |  |  | Nonni |  |  | Bisnonni                         |  |  | Trisnonni                    |  |
|                                    |                             |                                                    |                                             |  |  |       |  |  | Francesco I Sforza di Caravaggio |  |  | Muzio I Sforza di Caravaggio |  |
|                                    |                             |                                                    |                                             |  |  |       |  |  | Francesco I Sforza di Caravaggio |  |  | Muzio I Sforza di Caravaggio |  |
|                                    |                             | Faustina Sforza di Santa Fiora                     |                                             |  |  |       |  |  | Francesco I Sforza di Caravaggio |  |  |                              |  |
| Muzio II Sforza di Caravaggio      |                             |                                                    |                                             |  |  |       |  |  | Francesco I Sforza di Caravaggio |  |  |                              |  |
|                                    |                             | Costanza Colonna                                   | Marcantonio II Colonna, III duca di Paliano |  |  |       |  |  |                                  |  |  |                              |  |
|                                    |                             | Costanza Colonna                                   | Marcantonio II Colonna, III duca di Paliano |  |  |       |  |  |                                  |  |  |                              |  |
|                                    |                             | Costanza Colonna                                   | Felice Orsini                               |  |  |       |  |  |                                  |  |  |                              |  |
| Francesco II Sforza di Caravaggio  |                             | Costanza Colonna                                   |                                             |  |  |       |  |  |                                  |  |  |                              |  |
|                                    |                             | Fabio Damasceni                                    | …                                           |  |  |       |  |  |                                  |  |  |                              |  |
|                                    |                             | Fabio Damasceni                                    | …                                           |  |  |       |  |  |                                  |  |  |                              |  |
|                                    |                             | Fabio Damasceni                                    | …                                           |  |  |       |  |  |                                  |  |  |                              |  |
| Felice Orsina Peretti Damasceni    |                             | Fabio Damasceni                                    |                                             |  |  |       |  |  |                                  |  |  |                              |  |
|                                    |                             | Maria Felice Mignucci Peretti                      | Giambattista Mignucci                       |  |  |       |  |  |                                  |  |  |                              |  |
|                                    |                             | Maria Felice Mignucci Peretti                      | Giambattista Mignucci                       |  |  |       |  |  |                                  |  |  |                              |  |
|                                    |                             | Maria Felice Mignucci Peretti                      | Camilla Peretti                             |  |  |       |  |  |                                  |  |  |                              |  |
| Francesco III Sforza di Caravaggio |                             | Maria Felice Mignucci Peretti                      |                                             |  |  |       |  |  |                                  |  |  |                              |  |
|                                    | Giovanni Vincenzo Imperiali | Giovanni Giacomo Imperiale Tartaro, doge di Genova |                                             |  |  |       |  |  |                                  |  |  |                              |  |
|                                    | Giovanni Vincenzo Imperiali | Giovanni Giacomo Imperiale Tartaro, doge di Genova |                                             |  |  |       |  |  |                                  |  |  |                              |  |
|                                    | Giovanni Vincenzo Imperiali | Bianca Spinola                                     |                                             |  |  |       |  |  |                                  |  |  |                              |  |
| Francesco Maria Imperiali          | Giovanni Vincenzo Imperiali |                                                    |                                             |  |  |       |  |  |                                  |  |  |                              |  |
|                                    |                             | Caterina Grimaldi                                  | Niccolò Grimadi                             |  |  |       |  |  |                                  |  |  |                              |  |
|                                    |                             | Caterina Grimaldi                                  | Niccolò Grimadi                             |  |  |       |  |  |                                  |  |  |                              |  |
|                                    |                             | Caterina Grimaldi                                  | Maria Lomellini                             |  |  |       |  |  |                                  |  |  |                              |  |
| Bianca Maria Imperiali             |                             | Caterina Grimaldi                                  |                                             |  |  |       |  |  |                                  |  |  |                              |  |
|                                    |                             | Giacomo Massimiliano Doria                         | Agostino Doria, doge di Genova              |  |  |       |  |  |                                  |  |  |                              |  |
|                                    |                             | Giacomo Massimiliano Doria                         | Agostino Doria, doge di Genova              |  |  |       |  |  |                                  |  |  |                              |  |
|                                    |                             | Giacomo Massimiliano Doria                         | Eliana Spinola                              |  |  |       |  |  |                                  |  |  |                              |  |
| Girolama Doria                     |                             | Giacomo Massimiliano Doria                         |                                             |  |  |       |  |  |                                  |  |  |                              |  |
|                                    |                             | Brigida Spinola                                    | Gaspare Spinola                             |  |  |       |  |  |                                  |  |  |                              |  |
|                                    |                             | Brigida Spinola                                    | Gaspare Spinola                             |  |  |       |  |  |                                  |  |  |                              |  |
|                                    |                             | Brigida Spinola                                    | Maria Doria                                 |  |  |       |  |  |                                  |  |  |                              |  |
|                                    |                             | Brigida Spinola                                    |                                             |  |  |       |  |  |                                  |  |  |                              |  |